# Карл Лазарус Хенкел фон Донерсмарк
Карл Лазарус Хенкел фон Донерсмарк (на немски: Karl Lazarus Henckel von Donnersmarck; * 5 март 1772 в Нойдек/Świerklaniec, Силезко войводство; † 12 юли 1864 в Бреслау/Вроцлав) е граф от род Хенкел фон Донерсмарк от 7 септември 1827 г. 9. господар на Станови в Полша и индустриалец, притежава мини в Катовице.
Той е вторият син на граф Ердман Густав Хенкел фон Донерсмарк, 6. господар на Станови Битомия (1734 – 1805) и фрайин Рудолфина Вилхелмина Шарлота фон Дирн-Шьонау (1743 – 1802), дъщеря на фрайхер Антон Улрих фон Дирн и Шьонау (1704 – 1704) и фрайин София Каролина фон Краузен (1722 – 1793). Внук е на граф Карл Ердман Хенкел фон Донерсмарк (1695 – 1760) и Анна Сузана фон Лариш (1713 – 1761).
Брат е на граф Густав Адолф Хенкел фон Донерсмарк, 7. господар на Станови Битомия (1764 – 1813), който е убит в битка в Шропау при Глогау и не оставя мъжки наследници. Карл Лазарус наследява брат си.
Карл Лазарус е полковник и има почетната титла на „пруски камерхер“ и от 1840 г. „оберланд-мундшенк“ в пруска Силезия. Той е рицар на ордена Pour le Mérite и на Йоанитския орден. Той е наследствен член на „пруския Херенхауз“. Той престроява дворец Нойдек в Тудорстил. През 1848 г. той предава собствеността на син си Гуидо, който разширява предприятията, издигнат е 1901 г. на княз, построява дворци.
Карл Лазарус Хенкел фон Донерсмарк умира на 92 години на 12 юли 1864 г. в Бреслау/Вроцлав.

## Фамилия
Карл Лазарус Хенкел фон Донерсмарк се жени на 12 ноември 1816 г. в Карлсбург близо до Анклам за графиня Юлия фон Болен (* 10 юни 1800, Касел; † 25 март 1866, Берлин), дъщеря на граф Фридрих Лудвиг фон Болен, 3. граф на Гнацков от Померания и Каролина Елизабет Агнес фон Вицлебен. Те имат седем деца:
- Карл Лазарус Фридрих Лудвиг Гебхард Хенкел фон Донерсмарк (* 23 август 1817, Нойдек; † 16 юни 1848, Бреслау)
- Юлия Фани Антоанета Каролина Хенкел фон Донерсмарк (* 2 декември 1819, Бреслау; † 11 април 1858, Оберглогау), омъжена на 14 май 1843 г. в Бреслау за граф Едуард фон Оперсдорф (* 19 октомври 1800, Оберглогау; † 31 януари 1889, Оберглогау)
- Адела Клотилда Хенкел фон Донерсмарк (* 18 януари 1823, Бреслау; † 13 май 1855, Пилзен, Кр. Швайднц), омъжена на 4 януари 1846 г. в Бреслау за граф Хайнрих Фридрих Ернст Юлиус фон Райхенбах (* 23 юли 1809, Пилзен; † 4 май 1881, Пилзен)
- Клара Евгения Хенцкел вон Донерсмарцк (* 18 юни 1823, Бреслау; † 6 август 1905, Любхен), омъжена на 5 юни 1842 г. в Бреслау за граф Феодор (Фридрих) Вилхелм Леополд Магнус Йохан Непомук Карл Хайнрих Каспар фон Франкен-Зирсторпф (* 29 юли 1816, Копиц, Кр. Гроткау; † 24 декември 1890, Бреслау)
- Цецилия Тереза Фридерика Елизабет Хенкел фон Донерсмарк (* 7 февруари 1825, Бреслау; † 30 септември 1839, Бреслау)
- Ванда Хедвиг Агнес Августа Луиза Луитгарда Кламорина Хенкел фон Донерсмарк (* 1 ноември 1826, Бреслау; † 11 февруари 1907, Флоренция), омъжена на 8 май 1843 г. в Бреслау (Вроцлав) за принц Лудвиг Фердинанд фон Шьонайх-Каролат (* 26 юни 1811; † 22 януари 1862)
- Гуидо Георг Фридрих Ердман Хайнрих Аделберт Хенкел фон Донерсмарк (* 10 август 1830, Бреслау; † 19 декември 1916, Берлин), 1. княз на Донерсмарк; женен I. на 28 октомври 1871 г. в Париж за Паулина Тереза Лахман (* 7 май 1819, Москва, Русия; † 21 януари 1884, Нойдек); II. на 11 май 1887 г. във Визбаден за Катарина Слепцов (* 4 февруари 1862, Ст. Петербург; †10 февруари 1929, Кословагора), двамата имат два сина